# Sprawiedliwości stało się zadość
Sprawiedliwości stało się zadość (fr. Justice est faite) – francusko-włoski dramat sądowy z 1950 roku w reżyserii André Cayatte'a.

## Obsada
- Noël Roquevert jako Théodore Andrieux, szósty przysięgły
- Valentine Tessier jako Marceline Micoulin, czwarta przysięgła
- Claude Nollier jako Elsa Lundenstein, oskarżona
- Antoine Balpêtré jako przewodniczący sądu
- Raymond Bussières jako Félix Noblet, piąty przysięgły
- Annette Poivre jako Lucienne (Lulu), narzeczona Félixa
- Marcel Pérès jako Evariste-Nicolas Malingré, drugi przysięgły
- Nane Germon jako Marie Malingré, żona'Evariste'a
- Juliette Faber jako Danièle Andrieux, córka szóstego przysięgłego
- Jacques Castelot jako Gilbert de Montesson, pierwszy przysięgły
- Dita Parlo jako: Elisabeth, była narzeczona  Gilberta
- Jean Vilar jako ksiądz w drukarni